# Lake Traverse Indian Reservation

Lage des Reservats in South Dakota

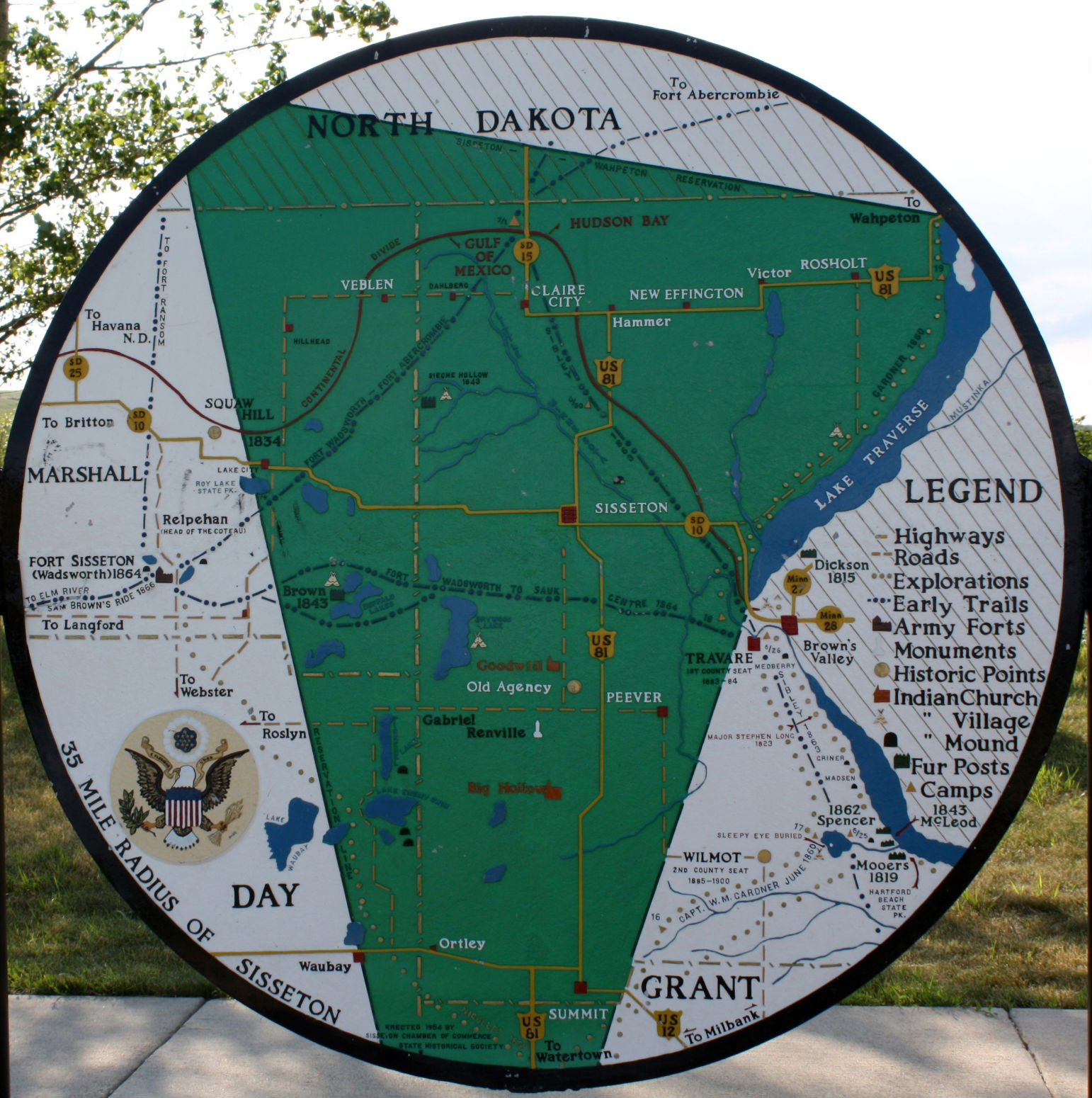
Karte des Reservats

Lake Traverse Indian Reservation ist ein Indianerreservat im Nordosten des US-Bundesstaates South Dakota und zu einem kleineren Teil im Südosten von North Dakota. Das Reservat erstreckt sich über Teile von sieben Countys in diesen Bundesstaaten, namentlich auf die Countys Roberts County, Marshall County, Day County, Grant County und Codington County in South Dakota und Sargent County, Richland County in North Dakota, wobei 60 % des Reservatgebiets sich in Roberts County befinden.
Das Reservat entstand 1867 durch einen Vertrag zwischen der Regierung der Vereinigten Staaten und dem Santee-Dakota-Sioux-Indianer-Stamm – dem „Lake Traverse Treaty“ von 1867 in seinen heutigen Grenzen. Das Reservat hat eine Größe von 429,59 km² und hatte nach einer Volkszählung von 2000 eine Bevölkerung von 10.408 Personen. Der Verwaltungssitz des Reservats befindet sich in Agency Village, South Dakota. Die größte Siedlung des Reservats ist Sisseton, South Dakota.

## Stammesregierung
Nach der Verfassung vom 16. Oktober 1946 besteht die Regierung aus einem Rat mit sieben Mitgliedern. Offiziell wird dieser Rat „Sisseton-Wahpeton Sioux Tribal Council“ genannt. Ein Komitee aus drei Personen bildet die Exekutive, dem „Tribal Chairman“, dem „Vice Chairman“ und dem „Tribal Secretary“. Die Mitglieder des Rats und des Komitees werden im Oktober in Vorwahlen, bzw. im November in Wahlen auf vier Jahre gewählt. Eine Wahl in dasselbe Amt ist ohne eine Unterbrechung von zwei Jahren höchstens zweimal zulässig. Sitzungen des Rates finden an jedem Dienstag, Mittwoch in der ersten Woche des Monats und an jedem dritten Donnerstag des Monats statt. Die Verfassung wurde zuletzt am 21. November 1978 und am 9. Juni 1980 geändert.

## Medien
Die Corporation For Native Broadcasting betreibt einen Radiosender auf der 89,9 MHz mit dem Rufzeichen KXSW. Der 1 Kilowatt starke Sender ist im gesamten Reservat zu empfangen.